# Демократичний союз за інтеграцію
Демократичний союз за інтеграцію (мак. Демократска унија за интеграција, алб. Bashkimi Demokratik për Integrim) — найбільша політична партія, яка відображає інтереси албанців Республіки Македонії.

## Ідеологія і символіка
Шість зірок на емблемі партії зв'язуються з шістьма частинами Великої Албанії — гіпотетичної території, політичне об'єднання якої вважають своєю метою албанські націоналісти.
- Албанія;
- Ульцинь в Південно-Східній Чорногорії;
- Косово;
- Прешевська долина (Прешево, Медведжа і Буяновац) у Південній Сербії;
- Західні райони Македонії;
- Чамерія — Північно-Західна Греція.

## Історія
Партія виникла після підписання Охридської угоди, який зупинив албансько-македонський конфлікт 2001 року.

## Керівники
Беззмінним лідером партії є Алі Ахметі, в минулому — польовий командир, лідер Армії національного визволення під час албансько-македонського протистояння.

## Участь у виборах
Після парламентських виборів 1 червня 2008 була сформована коаліція між перемогла ВМРО-ДПМНЄ і Демократичним союзом за інтеграцію. Лідер ВМРО-ДПМНЄ Нікола Груєвскі отримав мандат на формування уряду від президента Бранко Црвенковського. Новий уряд був затверджений парламентом 26 липня. На парламентських виборах 2011 року партія отримала 115 092 (10,24 %) голосів і 15 депутатських мандатів.